# JWPce

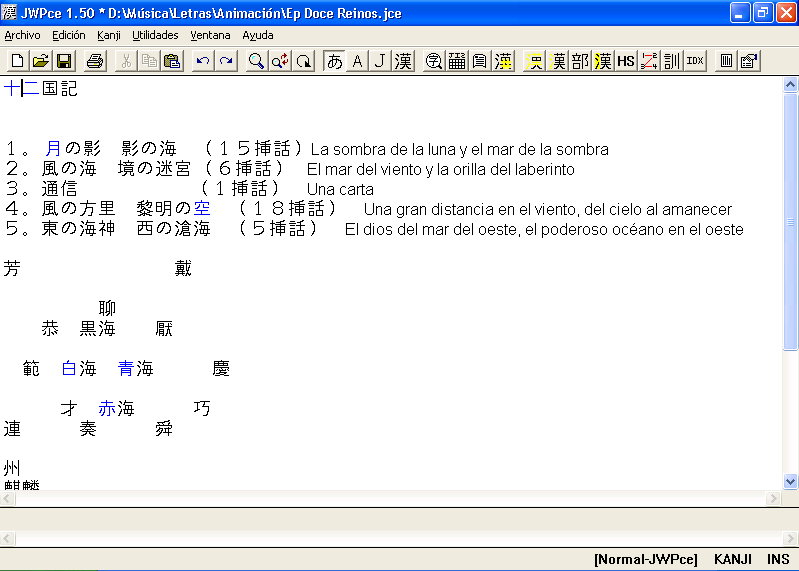
Vista de JWPce.

JWPce es un software libre bajo licencia pública general GNU. Fue creado por Glenn Rosenthal, inspirado en el programa JWP. Este programa nos permite escribir caracteres japoneses en nuestra computadora. Está disponible para todas las plataformas de Windows incluyendo Windows CE y Pocket PC.

## Características
Entre algunas de sus características son las siguientes:
- Diccionarios en Línea: Permite traducir palabras en Hiragana o Kanji (en inglés).
- Clasificación de Kanji: Tiene más de nueve formas diferentes de clasificar los kanji, por número de trazos, por esquinas, lecuta, etc.
- Significado de Kanji: Nos ofrece la información de cada kanji, como lecturas on-yomi音読み【おんよみ】, kun-yomi 	訓読み 【くんよみ】, nanori 名乗り【なのり】	, por nivel, por significado, etc.
- Diccionarios Especializados: JWPce Nos permite crear nuestro propio diccionario personalizado y agregar diccionarios especializados, por ejemplo para nombres de lugares, términos de aeronáutica y financieros.
- Autodetección de portapapeles: Cuando copiamos un texto en japonés en el portapapeles JWPce lo detecta haciéndolo más fácil leer páginas en japonés, ya sea EUC, JIS, shift-JIS.
- Unicode: JWP soporta Unicode tanto a nivel de archivo como en el portapapeles.
- Búsquedas avanzadas: Nos permite buscar palabras ya sea por el nivel de lenguaje, términos usados solo por hombres o mujeres, vulgarismos, etc.
- Contador de Kanji. Nos permite contar los kanji más comunes.
- Configuración en Red: Capacidad para instalación en Red.

La versión más reciente es la 1.50, en la página Web de JWPce se ofrecen las herramientas necesarias para la traducción pero solo en la versión 1.34. También el código fuente está disponible para cualquier persona que quiera mejorarlo o corregir errores siempre y cuando este dentro de la licencia GNU, es necesario tener mínimo Visual C++ 6.0. También están disponibles programas para manipular los diccionarios usados por JWPce ya sea para agregar información o corrección de errores, los diccionarios son en inglés, aunque hay versiones en francés y alemán.